# 1688 a tudományban
Az 1688. év a tudományban és a technikában.

## Születések
- január 29. - Emanuel Swedenborg, tudós és teológus († 1772)
- április 4. – Joseph-Nicolas Delisle, csillagász († 1768)